# Scione flavohirta
Scione flavohirta är en tvåvingeart som beskrevs av Ricardo 1902. Scione flavohirta ingår i släktet Scione och familjen bromsar.
Artens utbredningsområde är Bolivia. Inga underarter finns listade i Catalogue of Life.